# All Star Comics
All Star Comics é uma série de revistas em quadrinhos estadunidense da All-American Publications, uma das três empresas que se fundiram com a National Periodical Publications para formar a atual DC Comics. Com a exceção das duas primeiras edições, All Star Comics mostrava principalmente as histórias da Sociedade da Justiça da América. A série destacou-se por ter introduzido a Sociedade da Justiça, a primeira equipe de super-heróis e pela introdução da Mulher-Maravilha.

## Série Original

All Star Comics #1 (Verão [do Hemisfério Norte] de 1940). A arte da capa é uma colagem de publicações anteriores de vários artistas.

All Star Comics #58 (Janeiro–Fevereiro de 1976). Arte por Mike Grell.

O conceito original para All Star Comics era uma antologia continha várias séries populares de outras antologias publicadas pelas All-American Publications e National Comics.:13–14
All Star Comics #1 (capa datada do Verão [do Hemisfério Norte] de 1940) continha principalmente histórias de super-heróis, como o Flash, Gavião Negro, Ultra-Man da Era de Ouro da All-America, bem como do Homem-Hora, Espectro e Sandman da National. A tirinhas de aventura "Biff Bronson" e de comédia "Red, White and Blue" também estrearam no Verão [do Hemisfério Norte] de 1940, cf. data de capa.
A edição #3 teve um significado histórico, pois mostrou a primeira reunião e aparição da Sociedade da Justiça da América, onde seus membros descrevem histórias de suas façanhas, que mais tarde, dariam lugar a uma coleção de aventuras solo. Além do Flash, Gavião Negro, Homem-Hora, o Espectro e o Sandman, estava o Senhor Destino da More Fun Comics da Nacional; e o Lanterna Verde e o Átomo de principal título da All-American, All-American Comics. A Sociedade da Justiça da América (SJA) era originalmente uma narrativa moldura usada para apresentar uma antologia de histórias solos sobre personagens individuais,:43 com cada história sendo tratada por um artista diferente. A formato de antologia foi abandonado em 1947 e substituído por uam série de histórias onde os heróis se uniam para combater o crime.:43

All Star Comics #8 (data de capa de Janeiro de 1942) também é um marco na histórias dos quadrinhos, pois, apresentou a primeira aparição da Mulher-Maravilha em uma história de 8 páginas escrita por William Moulton Marston, sob o pseudônimo de "Charles Moulton" com desenhos de H. G. Peter. A inserção da história foi para testar o interesse do leitor no conceito da Mulher-Maravilha. O que acabou gerando uma resposta bastante positiva dos fãs e a Mulher Maravilha conseguiu tornar-se o título principal da antologia da Sensation Comics a partir da edição #1. A mesma edição mostrou a introdução do Doutor Meia-Noite e Starman , como membros da Sociedade da Justiça. A partir da edição #11, a Mulher Maravilha iria aparecer em All Star Comics como membro da Sociedade da Justiça.
Com a edição #34 (Abril–Maio de 1947), Gardner Fox deixou a série e um novo super-vilão, o Mago, foi introduzido. A Sociedade da Injustiça travou a primeira luta SJA na edição #37 numa história escrita por Robert Kanigher. A convidada Canário Negro apareceu na edição #38 e entrou para a equipe três edições mais tarde em #41.
All Star Comics aumentou sua periodicidade de trimestral para bimestral e o SJA durou até Março de 1951 na edição #57 em uma história ironicamente intitulada "The Mystery of the Vanishing Detectives" (algo como, O Mistério dos Detetives Desaparecidos").

Com a queda nas vendas dos quadrinhos de super-heróis no início da década de 1950, a All Star Comics foi renomeada para All-Star Western em 1951 na edição #58. A partir desta edição, as histórias da "Sociedade da Justiça da América" foram substituídas por histórias de heróis de faroeste.

## Renascimentos

### Renascimento da série de 1976
Em 1976, o nome da All Star Comics foi ressuscitado para uma série que retratava as aventuras da atual SJA. A nova série ignorou a numeração da All-Star Western e continuou a numeração original, estreando com a All-Star Comics #58.:194 A partir da edição #66, um hífen foi adicionado ao título e as palavras "All-Star Comics" ficaram muito menor na parte da cobertura; enquanto as palavras "Sociedade da Justiça" (tradução de "Justice Society") ficaram muito maior. A década de 1970, a série apresentou novos personagens como  a Poderosa e a Helena Wayne uma versão da Caçadora.[carece de fontes?] Esta série teve dezessete edições até ser cancelada abruptamente na edição #74 como parte da Implosão da DC e as aventuras da SJA foram continuadas na Adventure Comics.
Roy Thomas, fã de longa data da SJA, sugeriu a Gerry Conway que a SJA merceia um título próprio novamente. Conway ofereceu a Thomas uma oportunidade como ghost-write numa edição de renascimento da All-Star Comics, mas ele recusou, pois, estava sob um contrato de exclusividade com a Marvel Comics na época. Entretanto, em 1981, Thomas mudou-se para a DC e finalmente trabalhou com os personagens.

### Renascimentos posteriores
As duas edições da série All-Star Comics foi publicada como parte do enredo de "Justice Society Returns" em Maio de 1999.

## Edições encadernadas
- All Star Comics Archives:
  - Volume 0 inclui #1-2, 144 páginas, Março de 2006, ISBN 1-4012-0791-X
  - Volume 1 inclui #3-6, 272 páginas, 1992, ISBN 1-5638-9019-4
  - Volume 2 inclui #7-10, 256 páginas, 1993, ISBN 0-9302-8912-9
  - Volume 3 inclui #11-14, 240 páginas, Novembro de 1997, ISBN 1-5638-9370-3
  - Volume 4 inclui #15-18, 224 páginas, Dezembro de 1998, ISBN 1-5638-9433-5
  - Volume 5 inclui #19-23, 224 páginas, Dezembro de 1999, ISBN 1-5638-9497-1
  - Volume 6 inclui #24-28, 240 páginas, Outubro de 2000, ISBN 1-5638-9636-2
  - Volume 7 inclui #29-33, 216 páginas, Julho de 2001, ISBN 1-5638-9720-2
  - Volume 8 inclui #34-38, 208 páginas, Agosto de 2002, ISBN 1-5638-9812-8
  - Volume 9 inclui #39-43, 192 páginas, Agosto de 2003, ISBN 1-4012-0001-X
  - Volume 10 inclui #44-49, 216 páginas, Agosto de 2004, ISBN 1-4012-0159-8
  - Volume 11 inclui #50-57, 276 páginas, Março de 2005, ISBN 1-4012-0403-1
- Justice Society
  - Volume 1 inclui #58-67 e DC Special #29, 224 páginas, Agosto de 2006, ISBN 1-4012-0970-X
  - Volume 2 inclui #68-74 e Adventure Comics #461-466, 224 páginas, Fevereiro de 2007, ISBN 1-4012-1194-1
- Showcase Presents: All-Star Comics inclui as edições #58-74 e Adventure Comics #461-466, 448 páginas, Setembro de 2011, ISBN 1-4012-3303-1

### Millennium Edition
Em 2000 e 2001, a DC Comics reimprimiu várias das mais edições mais notáveis da série Millennium Edition. All Star Comics #3 e #8 foram reimpressas neste formato.[carece de fontes?]